# Parafia Niepokalanego Serca Najświętszej Maryi Panny w Mahwah
Parafia Niepokalanego Serca Najświętszej Maryi Panny w Mahwah (ang. Immaculate Heart of Mary Parish) – parafia rzymskokatolicka położona w Mahwah w stanie New Jersey w Stanach Zjednoczonych.
Jest ona wieloetniczną parafią w archidiecezji Newark, z mszą św. w j. polskim dla polskich imigrantów.
Ustanowiona w 1915 roku i dedykowana Niepokalanemu Sercu Maryi Panny.

## Szkoły
- Polska Szkoła Dokształcająca im. Mikołaja Kopernika

## Nabożeństwa w j.polskim
- Niedziela – 8:30